# Joseph Lavergne
Pour les articles homonymes, voir Joseph Lavergne (chansonnier) et Lavergne.
Joseph Lavergne (29 octobre 1847-9 janvier 1922) est un avocat, rédacteur et homme politique fédéral et municipal du Québec.
Né à Montmagny dans le Canada-Est, M. Lavergne étudia au Collège de Sainte-Anne-de-la-Pocatière. Nommé au Barreau du Québec en 1869, il partit pratiquer le droit à Princeville et à Arthabaska avec comme partenaire Wilfrid Laurier. En 1876, il épousa Émilie, la fille du juge Joseph-Guillaume Barthe. Il devint ensuite maire d'Arthabaskaville et administrateur du comté d'Arthabaska. Enfin, il fut éditeur de l'Union des Cantons de l'Est et bâtonnier du Barreau d'Arthabaska pour les bâtonnats de 1891-1982 et 1895-1896.
Élu député du Parti libéral du Canada dans la circonscription fédérale de Drummond—Arthabaska en 1887, il fut réélu en 1891 et en 1896. Il démissionna en 1897, pour accepter un poste de juge à la Cour supérieure du Québec. Son frère, Louis Lavergne, lui succède à titre de député de Drummond—Arthabaska.
Son fils, Armand Lavergne, a été député fédéral conservateur de Montmagny de 1904 à 1908 et de 1930 à 1935.